# Harry Roberts (inventeur)
Harry Roberts est le co-inventeur du julmust et du Champis et le cofondateur d'AB Roberts (en) à Örebro, en 1910, en Suède. Après des études de chimie en Allemagne au cours de la fin du XIXe siècle, il a inventé la boisson gazeuse avec son père, Robert Roberts.